# Río Apchas
El río Apchas (del ruso: Апчас) es un río del krai de Krasnodar y de la república de Adiguesia, en Rusia, afluente por la izquierda del Kubán.
Anteriormente era conocido como Pchas (Пчас), que en adigué significa "follaje", "jardín"). Su longitud es de 120 km y el área de su cuenca de 550 km². Se forma sobre la vertientes nororientales de la cordillera de Kotj, al norte del Gran Cáucaso44°30′00″N 39°15′05″E / 44.50000, 39.25139. El Apchas desemboca en el embalse de Krasnodar, cerca de Necherezi, en Adiguesia(44°56′27″N 39°23′06″E / 44.94083, 39.38500).
Su principal afluente, por la derecha, es el Tsetse, y por la izquierda el río Shkeliuk. A sus orillas se asientan las siguientes localidades: Kutaís, Transportny,  Promislovi, la stanitsa Chernomórskaya, Suzdalskaya, Kochkin, Ponezhukái, Kolos y Necherezi (desemboca a menos de 1 km del pueblo).